# Japanisch-türkische Beziehungen
Die Beziehungen zwischen Japan und dem Osmanischen Reich, später der Türkei, entwickelten sich erst nach der Öffnung Japans 1868 langsam. Seit 1924 gibt es offiziell diplomatische Beziehungen.

## Geschichte

### 1868–1918

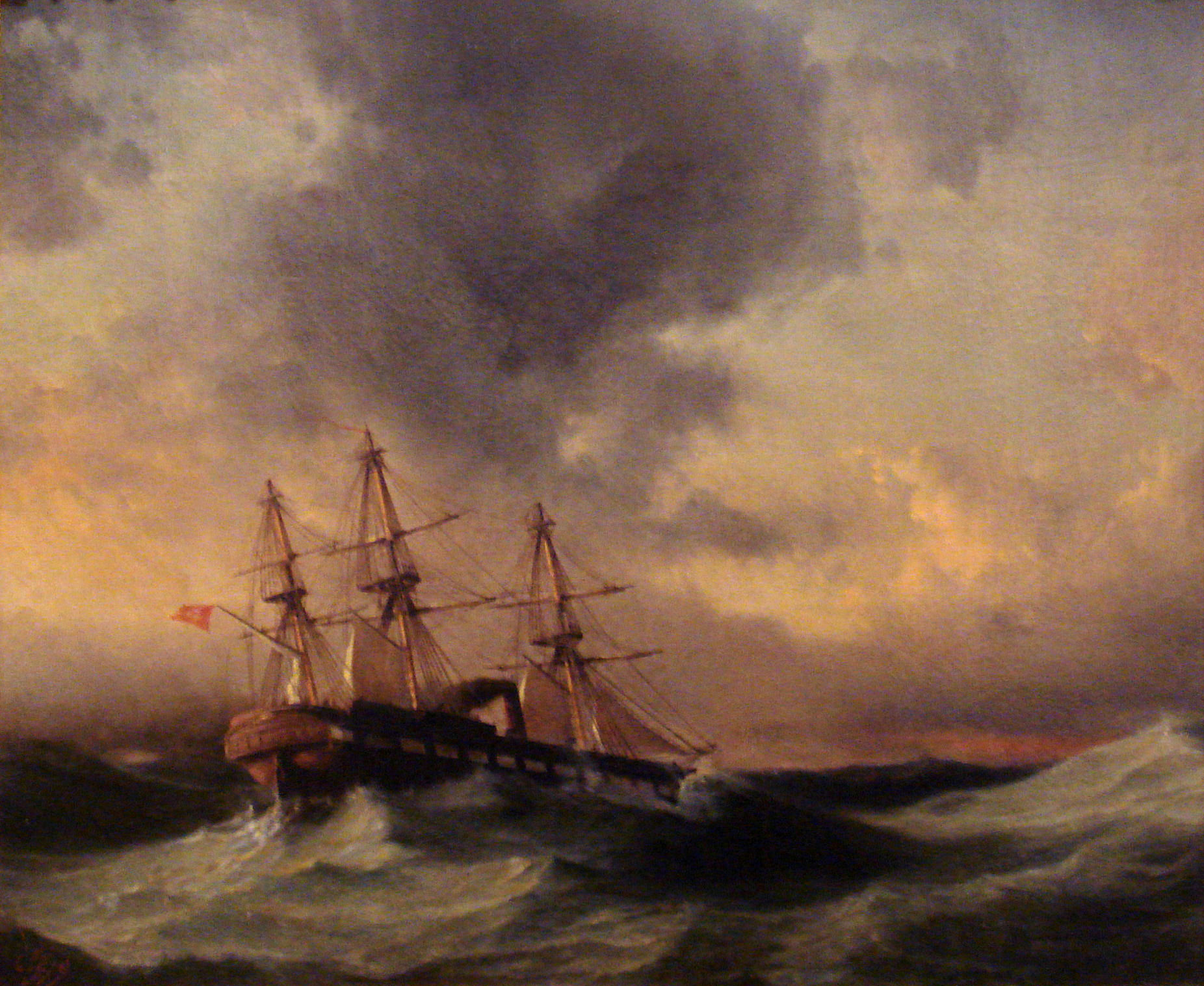
Die Reise der Fregatte Ertuğrul nach Japan von Osman Nuri

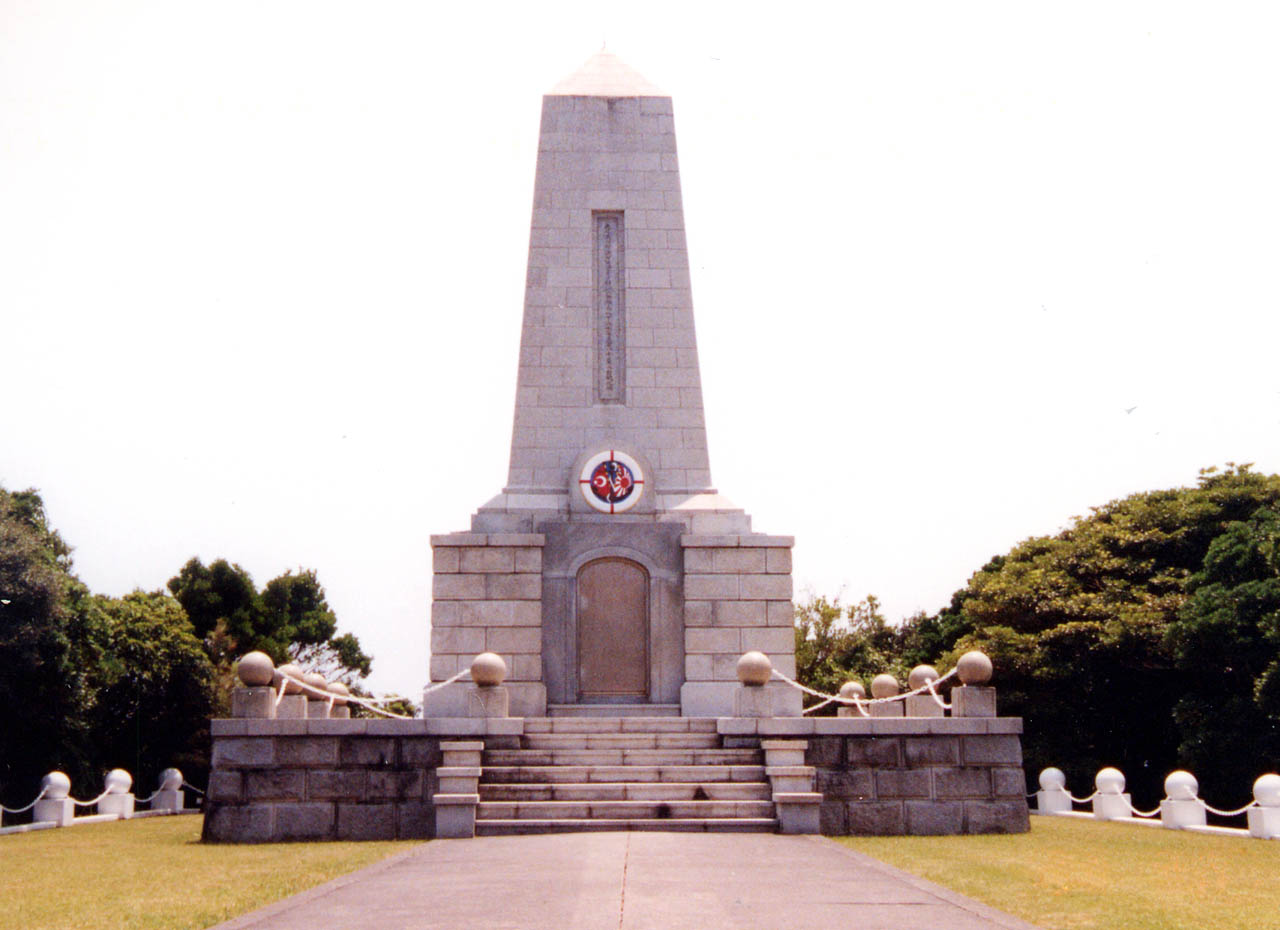
Denkmal für die Opfer des gesunkenen Schiffs in Japan

Vor der Meiji-Restauration war in Japan das Osmanische Reich nur aus wenigen Schilderungen, die über die holländische Handelsmission auf Dejima zufällig ins Land kamen, bekannt.
Auch nach der Öffnung bestanden zwischen Japan und dem Osmanischen Reich keine direkten Beziehungen. Zur Meiji-Zeit stand die japanische Politik dem Islam kritisch und negativ gegenüber. Fukuzawa Yukichi teilte die westliche Einstellung, vom „kranken Mann am Bosporus.“ Verhandlungen zwischen der Pforte und Japan über die Aufnahme diplomatischer sowie Handelsbeziehungen, die ab 1875 immer wieder stattfanden, scheiterten hauptsächlich deshalb, weil beide Länder durch ungleiche Verträge – im türkischen Fall Kapitulationen genannt – nur eingeschränkt souverän waren. Ausnahmen bildeten die Missionen Yoshidas 1880, der Besuch des kaiserlichen Prinzen Komatsu 1887, sowie einige militärische Missionen, die auch dem Studium des Opiumanbaus dienten, in den 1890ern. Nach 1900 gibt es Berichte von japanischen Spionagemissionen, meist in Mesopotamien.
1891 kam es zur Entsendung zweier japanischer Kriegsschiffe, die die 69 Überlebenden der vor Kii-Ōshima am 16. September 1890 gesunkenen Ertuğrul nach Hause brachten. Die Ertuğrul war von Sultan Abdülhamid II., unter dem Kommando von Osman Pascha in diplomatischer Mission, mit 609 Mann an Bord, entsandt worden. Die Reise diente auch dem Zweck, auf den Zwischenstationen die pan-islamische Idee zu verbreiten. Beide Länder hatten – zusammen mit Britannien, das mit Japan 1902 eine Allianz schloss – ein gemeinsames Interesse die russische Expansion im asiatischen Raum einzuschränken. Zu dieser Zeit begann in Tokio der pan-asiatische Gedanke die Oberhand zu gewinnen, der jedoch nur der imperialistischen Expansionspolitik diente.
Inoffiziell war Japan durch Yamada Torajirō (1886–1956) in Istanbul vertreten, der dort seit 1892 residierte. Vor 1905 war er der einzige japanische Händler vor Ort, der gleichzeitig als De-facto-Konsul fungierte. Seine Mitteilung, dass die russische Schwarzmeerflotte den Bosporus passiert hatte, gab den Japanern eine wichtige Vorwarnung im Krieg 1904/5. Der Sultan entsandte Militärbeobachter in die Mandschurei.
Auf seiner zweiten Japanreise 1908/9 fand der pan-islamistische Agitator Abdurresid Ibrahim die Unterstützung ultranationalistischer Kreise. Er initiierte den ersten Bau einer Moschee (Tokyo Camii) im Tokioter Stadtteil Akasaka. Da dieser Bau vom Kalifen (d. h. dem türkischen Sultan) zu genehmigen war, wurde der Geheimdienstoffizier Yamaoka Kōtarō als Begleiter Ibrahims nach Istanbul entsandt.
Nachdem Japan den Kriegsausbruch in Europa 1914 nutzte, um sich das deutsche Pachtgebiet bei Kiautschou und die Kolonien in Mikronesien anzueignen, befand es sich formal auch mit dem Osmanischen Reich als deutschen Verbündeten im Kriegszustand. Zu Kampfhandlungen kam es jedoch nicht. Gegen Kriegsende entsandte Japan eine Flottille, mit dem Kreuzer Nisshin als Flaggschiff nach Istanbul.
Insgesamt fand während dieser Zeitspanne so gut wie kein Austausch, wirtschaftlich oder kultureller Art, statt.

### 1919–1945
1920 war Japan auf Seite der siegreichen Entente Mitunterzeichner des Vertrags von Sèvres. Im Jahr darauf wurde Uchida Sadatsuji Mitglied der Dardanellen-Kommission. Japan akzeptierte 1923 als Partei zum Vertrag von Lausanne die Annullierung der Vereinbarung von Sèvres mit der inzwischen etablierten türkischen Republik und ihrem Präsidenten Mustafa Kemal (Atatürk; seit 27. Oktober 1923). Es kam zur erstmaligen Aufnahme offizieller diplomatischer Beziehungen, die ersten Diplomaten trafen 1925 ein. Das Konsulat in Tokio wurde 1929 offiziell zur Botschaft.
Bereits 1925 wurden Organisationen für kulturellen bzw. wirtschaftlichen Austausch gegründet. 1930 erfolgte der Abschluss eines vorläufigen Handelsabkommens (1934 ratifiziert). Im selben Jahr fand eine erste japanische Handelsmesse in Istanbul statt. 1931 kam Prinz Takamatsu, Schirmherr der Japanisch-Türkischen Gesellschaft, in die Türkei.
Am 23. Februar 1945 erklärte die Türkei Japan den Krieg, um den Vereinten Nationen beitreten zu können.

## Türkische Nationalisten in Japan
1934 kommt es in Kōbe zu einer Konvention in Japan lebender Türken und Tataren, die den Bau einer Moschee beschließen, die 1935 geweiht wurde (Kōbe-Moschee). Zu dieser Zeit befanden sich etwa 600, meist vor der Sowjetmacht geflohene, tatarische Türken in Japan, von denen sich viele von nationalistischen Kräften vereinnahmen lassen. Bereits nach 1905 hatte die Kokuryūkai („Black Dragon Society“) begonnen, unter dem Banner einer pan-asiatischen (anti-westlichen) Politik, die Interessen des japanischen Imperialismus am Festland zu fördern. Der Nationalistenführer Kurban Ali publizierte Yani Yapon Muhbiri. In Mukden erschien 1935–45 die nationalistische Milli Bayrak, gegründet von Ayaz İshaki. In Harbin, wo 1937 ebenfalls eine 1922 begonnene Moschee fertiggestellt wird, gründete dieser die nationalistische Harbin-Ural zivilisatorische Gesellschaft. Abdurresid Ibrahim, pan-islamischer Publizist, wurde 1938 Vorsitzender der Dai Nippon Kaikyō Kyōkai, der offiziellen staatlichen Organisation für den Islam in Japan.
In Tokio wurde 1938 mit dem Bau einer Moschee begonnen, die zu großen Teilen von den Zaibatsu (Mitsui, Sumitomo, Mitsubishi) finanziert war. Das Gebäude wurde 1985 abgerissen, um einem Neubau Platz zu machen.
Fast alle vor dem Krieg nach Japan gelangten Turkstämmigen nutzten nach 1951 das Angebot der türkischen Regierung um in die Türkei abzuwandern, wo sie sofort eingebürgert wurden.

## Gegenwart
Die aktuellen Beziehungen zwischen der Türkei und Japan sind vor allem von wirtschaftlicher Bedeutung. Die Türkei hat eine Botschaft in Tokio, Japan hat ein Konsulat in Istanbul und eine Botschaft in Ankara. Bereits 1957 schlossen beide Länder ein Abkommen über visumsfreie Kurzzeitreisen.

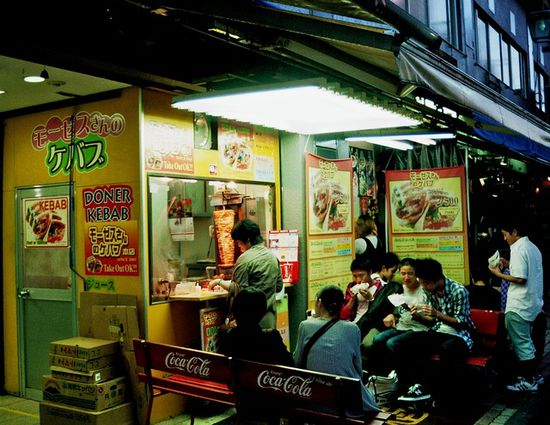
Die meisten Türken in Japan arbeiten am Bau, einige haben aber auch in gastronomische Betriebe diversifiziert.

1984 waren 178 Türken in Japan gemeldet. In neuerer Zeit kamen türkische und kurdische Einwanderer in den 1990ern vor allem aus der Provinz Ordu nach Japan. 1992 lag die Zahl in Japan uneingeschränkt aufenthaltsberechtigter türkischer Staatsbürger bei knapp über 100, die 500er-Marke wurde 2001/2 überschritten. 2017/8 waren es um 2000 Personen, etwa 600 von diesen waren als Ehepartner oder Kind im Lande. Die meisten Zuwanderer ließen sich im Großraum Nagoya nieder. Spätere Ankömmlinge bildeten eine kleine ethnische Enklave in den Städten Kitanagoya und nahebei in Toyoyama. Seit 1998 gibt es in Kamigahara (Gifu) eine Moschee, die seit 2004 ein eigenes, zweckgebautes Gebäude nutzt. Andere, meist Kurden aus der Region Gaziantep konzentrieren sich im Großraum Tokyo hauptsächlich in Kawaguchi (Saitama). In Yokohama gibt es seit 2006 eine sekuläre Turkish International School, in der der Unterricht nicht in türkischer Sprache stattfindet.

Außerdem kamen seit 2010 vermehrt Asylanten. Die Zahl solcher Anträge stieg von etwa 200 2010/1 auf fast 1200 2017, fiel im Folgejahr nach erneuter Verschärfung der japanischen Gesetze auf 563 ab, anerkannt wurden in dem Jahr 42.
Im Jahre 2010 waren 1430 Japaner in der Türkei gemeldet, fast alle wohnten in Ankara oder Istanbul. 450–500 von ihnen waren von japanischen Firmen entsandt.

Ab 1979 gab es eine japanische Schule in Ankara. Seit 2015 ist diese in Istanbul (イスタンブル日本人学校) mit etwa 80 Schülern. Wie in allen japanischen Auslandsschulen sind Sprachkenntnisse Zugangserfordernis. Man schätzte 2019, dass etwa 2000 Japaner im Großraum leben.